# 大鵬金翅鵰
大鵬金翅鵰（亦稱雲程萬里鵬）是中國古典小說《西遊記》中的虛構人物，持有法寶「陰陽二氣瓶」。
獅駝嶺三結義的三弟、佛母孔雀的親兄弟，故孫悟空譏諷如來是大鵬的外甥。武器是方天畫戟，陰謀多端、能看穿孫悟空的詭計，並向青獅提出建言來欺騙唐僧一行。速度極快，搧一翅能飛九萬里，兩搧就能趕過孫悟空的筋斗雲。
如來佛祖为了收三妖，出動了五百羅漢、三千揭諦、迦葉阿儺（nuó）兩隨從、普賢文殊二菩薩、燃燈、彌勒等，最終收服了三妖。

## 小說《西遊記》
在小說《西遊記》中，大鵬金翅鵰乃是佔據了獅駝城的妖王。為吃唐僧肉卻害怕孫悟空，於是聯合獅駝嶺的青獅與白象捕獲唐僧師徒。五百年前，「那廂有座城，喚做獅駝國。他五百年前吃了這城國王及文武官僚，滿城大小男女也盡被他吃了乾淨，因此上奪了他的江山。如今盡是些妖怪。」
書中描孫悟空形容他「金翅鯤頭，星睛豹眼。振北圖南，剛強勇敢。變生翱翔，鷃笑龍慘。摶風翮百鳥藏頭，舒利爪諸禽喪膽。這個是雲程九萬的大鵬鵰。」
持有法寶「陰陽二氣瓶」，要三十六人按天罡之數才擡得動，據稱假若是把人裝在瓶中，一時三刻，化為漿水。實則是在瓶中產生冷熱二型，平時瓶內是冷氣，聽人言語便轉為烈火烘燒，避火訣也難耐。
孫悟空在對上獅駝妖怪斡旋失敗之後求救如來佛祖，由如來佛祖出面收服大鵬金翅鵰，「教他在光焰上做個護法，引眾回雲，徑歸寶剎」，而大鵬要求確保自己能飽食，如來允諾讓大鵬優先享用四大部洲的供品。

## 流行文化
- 在動畫新葫芦兄弟中，金翅鵰也有出現。